# Marlous Fluitsma
 (janvier 2019).
Marlous Fluitsma, née Maria Louise Clara Albertine Fluitsma le 12 décembre 1946 à Zutphen, est une actrice et présentatrice néerlandaise.

## Filmographie

### Cinéma et téléfilms
- 1970 : Wat u maar wilt : Viola
- 1975 : Klaverweide (nl) : Karin Moens
- 1975-1977 : Pleisterkade 17 (nl) : Ellie
- 1976 : Alle dagen feest (nl) : La femme de Wessel
- 1977 : Die seltsamen Abenteuer des Herman van Veen (de) : Marlous
- 1978-1988 : Klassewerk (nl) : Membre du jury
- 1979 : Pommetje Horlepiep (nl) : Margje Kraats
- 1979 : Uit elkaar (nl) : Evelien
- 1981 : Te gek om los te lopen (nl) : Joke
- 1981 : Kinderfeestje (nl) : Paulien
- 1981 : Ik ben Joep Meloen (nl) : Anne
- 1981 : Mensen zoals jij en ik (nl) : Mme Schoenmaker
- 1981-1982 : De Fabriek (nl) : Barbara van Diermen
- 1981-1983 : De Poppenkraam (nl) : Daisy
- 1982 : Knokken voor twee : Mère de Anouk
- 1984 : Overvallers in de dierentuin (nl) : L'aîné
- 1985 : La Proie : Ria de Jong
- 1987 : Moordspel (nl) : Elly van Westrum
- 1987 : The Beiderbecke Tapes (en) : Le guide touristique
- 1988-1991 : Medisch Centrum West (nl) : Annie Hiemstra
- 1989 : De wandelaar : Mme Marcus
- 1989-1990 : Alfred J. Kwak : Anna van de Polder
- 1989-1991 : Prettig geregeld (nl) : Astrid
- 1990-1991 : Goede tijden, slechte tijden : Helen Helmink
- 1993 : Niemand de deur uit (nl) : Simone Post
- 1993-1994 : Diamant : Eliza Zadelhof
- 2003 : Ernstige delicten (nl) : Marion Henninger

## Théâtre
- 1969 : La Mandragola
- 1971 : Driekoningenavond
- 1973 : De Spinse
- 1976 : Jukebox 2008
- 1977 : Mooie Helena
- 1985 : Een Vos
- 1992 : Gesprekken na een begrafenis
- 1993 : Het misverstand
- 1995 : Arcadia

## Animation
- 1980 : Concours Eurovision de la chanson 1980 : Co-présentatrice

## Vie privée
Elle fut l'épouse de l'acteur et chanteur Herman van Veen. De cette union naquit le 30 juin 1983, la chanteuse Anne van Veen (nl).